# 高橋ひろ子
高橋 ひろ子（たかはし ひろこ、1948年12月8日 - ）は、日本の女優、声優。兵庫県出身。身長157cm。体重49kg。

## 来歴
姫路西高等学校、東洋大学社会学部応用社会学科マスコミ専攻卒業。青年座研究所卒業後、1970年4月1日に劇団青年座に入団。

## 人物
特技は関西弁方言指導、書道、ソフトボール。資格は普通自動車免許、着付高等師範。

## 出演

### テレビドラマ
- 公証人
- 新 夢千代日記（1982年） - 房子
- 続 夢千代日記（1984年） - 房子
- 絶唱 花嫁の亡骸を抱いて、許されぬ恋の名作（1990年）
- 松本清張作家活動40年記念スペシャル・ゼロの焦点（1991年）
- 女系家族（1994年）
- 地方記者・立花陽介 箱根小田原通信局（2002年）
- ドクター小石の事件カルテ 毒薬（2006年）
- おばさんデカ 桜乙女の事件帖 ファイナル 絶体絶命・銃弾に倒れ乙女殉職か…食の安全、政治と金…人をだます社会の闇に挑む乙女…人気シリーズ最終章（2007年）
- 旅行作家・茶屋次郎 渡良瀬川殺人事件（2008年）
- 警視庁心理捜査官・明日香（2013年）
- 未満警察 ミッドナイトランナー（2020年） - 平山睦子
- 元彼の遺言状 第9話・第10話（2022年6月6日・13日、フジテレビ）
- ホットスポット 最終話（2025年3月16日、日本テレビ） - 中村葉月（30年後） 役[3]

### 映画
- おとうと
- 家族はつらいよ2
- 妻よ薔薇のように
- 花は散れども
- 花降る午後
- FLOWERS -フラワーズ-
- まあだだよ（1993年）

### Vシネマ
- 日本統一外伝〜山崎一門〜1・2（2020年） - 龍征会入居ビルの住み込み管理人 モモセコトネ

### 舞台
- おたふく物語
- COLORS II
- 桜姫東文章（家主金兵衛）
- 燕のいる駅
- ゆうれい貸屋
- 夢に見た日々

### テレビアニメ
- 合身戦隊メカンダーロボ（1977年、ユータ）
- タイムパトロール隊オタスケマン（1980年、お龍）
- 未来警察ウラシマン（1983年、ジョアンナ）
- 野生のさけび（1983年）
- 愛少女ポリアンナ物語（1986年、ルイス夫人）
- マシンロボ クロノスの大逆襲（1986年、ディオンドラ）
- 名探偵コナン（1998年 - 2002年、上森美智、出月映子）
- 僕だけがいない街（2016年、雛月祖母）
- 地獄少女 宵伽（2017年、窪田さくら）

### 劇場アニメ
- がんばれ!!タブチくん!!（1979年）[1]
- がんばれ!! タブチくん!! 第2弾 激闘ペナントレース!!（1980年）
- ユンカース・カム・ヒア（1995年、緑のおばさん）

### OVA
- レイナ剣狼伝説（1988年、ディオ[1]）

### ゲーム
- スーパーロボット大戦IMPACT（2002年、ディオンドラ）
- スーパーロボット大戦MX（2004年、ディオンドラ）
- スーパーロボット大戦MX ポータブル（2005年、ディオンドラ）

### 吹き替え

#### 映画
- SF人喰い生物の島（ホーサイズ〈リン・ローリイ〉）
- カサンドラ・クロス（スーザン〈アン・ターケル〉）※日本テレビ版
- 片腕ドラゴン（シャオユー）
- カナディアン・エクスプレス（キャサリン・ウェラー）※ビデオ版
- ザ・キープ（ジョセファ〈ロザリー・クラッチェリー〉）※日本テレビ版
- 白と黒のナイフ（スタイルズ夫人）
- スター・ウォーズ エピソード5/帝国の逆襲（トリン・ファー中佐〈ブリジット・カン〉）※日本テレビ版
- スーパーマンII ※テレビ朝日版
- ターミネーター（電話の妻）※テレビ朝日版（日本語吹替完全版コレクターズブルーレイボックス収録）
- 007シリーズ
  - 007 ゴールドフィンガー（ジル・マスターソン〈シャーリー・イートン〉）※日本テレビ版
  - 女王陛下の007（ジャマイカの美女 <シルヴァーナ・ヘンリケス> ）※TBS版
  - 007 私を愛したスパイ（ナオミ〈キャロライン・マンロー〉）※TBS新録版
- 小さな贈りもの（ルルナ）
- デューン/砂の惑星（声C）※日本テレビ版（BD収録）
- ドラグネット 正義一直線（ジェーン・カークパトリック）※機内上映版
- ナイルの宝石 ※フジテレビ版
- ヒドゥン（バーバラ・ベック）
- ヘルショック 戦慄の蘇生実験（マイヤー先生）
- 野獣戦争（クレオ〈ポーラ・ケリー〉）※日本テレビ版
- わが心の友 愛犬デヴォン（ロイス）

#### ドラマ
- アリー my Love
- ER緊急救命室シリーズ
  - シーズンⅤ #2（グレース〈ナオミ・セロトフ〉）
  - シーズンXI #18,19,21（レベッカ・チャドック〈パット・キャロル〉）
  - シーズンXIV #14（ケリー・ロビンソン〈Ｋ・カラン〉）
- 新スタートレック
  - 「ロミュラン帝国亡命作戦」（トレス）
- 探偵レミントン・スティール（バニース・フォックス[1]）
- デスパレートな妻たち6
- プロビデンス
- 名探偵ポワロ

#### アニメ
- スクラッフィと仲間たち